# Cotacachi (Ekwador)
Cotacachi – miasto w Ekwadorze, w prowincji Imbabura, stolica kantonu Cotacachi.